# Monforte (freguesia)

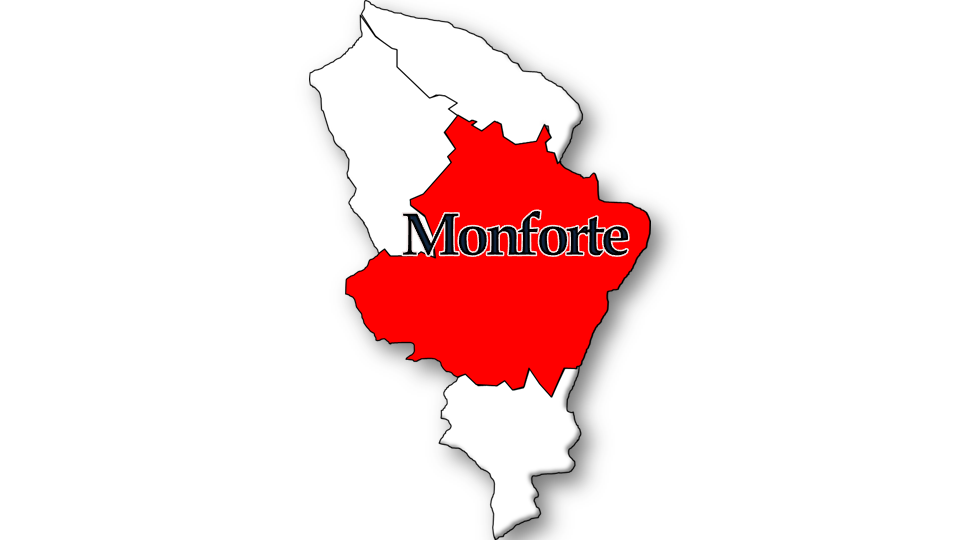
Localização da freguesia no Município de Monforte

A Freguesia de Monforte, com sede na vila que lhe deu o nome, é uma freguesia portuguesa do Município de Monforte, com 214,74 km² de área e 1296 habitantes (censo de 2021), tendo, por isso, uma densidade populacional de 6 hab./km².

## Demografia
A população registada nos censos foi:
| Distribuição da População por Grupos Etários | Distribuição da População por Grupos Etários | Distribuição da População por Grupos Etários | Distribuição da População por Grupos Etários | Distribuição da População por Grupos Etários |
| -------------------------------------------- | -------------------------------------------- | -------------------------------------------- | -------------------------------------------- | -------------------------------------------- |
| Ano                                          | 0-14 Anos                                    | 15-24 Anos                                   | 25-64 Anos                                   | > 65 Anos                                    |
| 2001                                         | 154                                          | 187                                          | 591                                          | 316                                          |
| 2011                                         | 236                                          | 132                                          | 687                                          | 329                                          |
| 2021                                         | 206                                          | 147                                          | 593                                          | 350                                          |

## Património
- Igreja da Madalena
- Igreja de Nossa Senhora da Conceição
- Necrópole de Rabuje ou Necrópole Megalítica de Rabuje
- Anta da Carrajola
- Anta da Serrinha
- Ponte romana sobre a Ribeira de Monforte
- Castelo de Monforte